# Jamie Heaslip
James Heaslip (15. prosince 1983, Tiberias) je bývalý irský ragbista, který hrál jako vazač.
V roce 2009 a 2016 byl v nominaci na nejlepšího ragbistu světa. Za Irsko odehrál 95 zápasů, ve 13 utkání byl kapitánem a připsal si 65 bodů (2006-2017). V roce 2009, 2014 a 2015 se stal vítězem Six Nations. V roce 2016 položil v zápase Poháru 6 Národů proti Itálii pětku, která byla World Rugby vybrána jako nejlepší pětka desetiletí. Byl součástí Britských a Irských lvů v roce 2009 a 2013.
Čtyřikrát byl v nominaci na nejlepšího hráče Evropského pohár mistrů (2011-2013, 2015). V letech 2007 až 2011 byl v ideální sestavě Keltské ligy. Celou svou klubovou kariéru strávil v irském Leinsteru (2005 - 2017). Třikrát se stal vítězem Evropského poháru mistrů (2009, 2011, 2012) a třikrát vyhrál PRO12 (2008, 2013, 2014).
Narodil se v Izraeli, protože jeho otec tou dobou bojoval za Izrael proti Libanonu.